# I-402 (sous-marin)
L'I-402 (イ-402) est un sous-marin de classe Sen-Toku (伊四〇〇型潜水艦, I-yonhyaku-gata Sensuikan) en service dans la marine impériale japonaise durant la Seconde Guerre mondiale.
Ce fut, avec ses 2 sister ships, durant cette période le plus gros sous-marin à propulsion conventionnelle jamais construits.

## Conception et description
Les sous-marins de la classe I-400 étaient équipés de quatre moteurs diesel de 1 680 kW (2 250 ch) et transportaient suffisamment de carburant pour faire le tour du monde une fois et demie. Avec une longueur totale de 122 m, ils déplaçaient 5 900 t, soit plus du double de leurs contemporains américains typiques. Jusqu'à la mise en service du sous-marin lanceur de missiles balistiques USS Benjamin Franklin en 1965, les sous-marins de la classe I-400 étaient les plus grands jamais mis en service.
La section transversale de la coque sous pression avait une forme unique en forme de huit qui lui donnait la force et la stabilité nécessaires pour supporter le poids d'un grand hangar à avions cylindrique et étanche, de 31 mètres de long et de 3,5 mètres de diamètre, situé approximativement au milieu du navire sur le pont supérieur. La tour de contrôle a été décalée sur bâbord pour permettre l'arrimage de trois bombardiers torpilles Aichi M6A1 Seiran ("Tempête en ciel clair") équipés de flotteurs le long de la ligne centrale,. Les hydravions ont été lancés à partir d'une catapulte de 37 mètres sur le pont avant, à l'avant du hangar. Une grue repliable permettait au sous-marin de récupérer ses hydravions à flotteurs dans l'eau.
En plus des trois hydravions, chaque sous-marin de la classe I-400 était armé de huit tubes de torpilles de 533 mm (21 pouces), tous à l'avant, avec 20 torpilles Type 95,, un canon de pont de 14 cm/40 Type 11 à l'arrière du hangar, trois canons antiaériens Type 96 à triple montage étanches montés au sommet du hangar - un à l'avant et deux à l'arrière de la tour de contrôle - et un seul canon antiaérien Type 96 de 25 mm monté juste à l'arrière du pont.
Les sous-marins de la classe I-400 disposaient d'un système de trim spécial assez bruyant qui leur permettait de traîner en immersion et à l'arrêt en attendant le retour de leur appareil,; des câbles de démagnétisation destinés à protéger des mines magnétiques en annulant le champ magnétique du sous-marin; un radar de recherche aérienne, deux radars de recherche aérienne/surface et un récepteur d'alerte radar; et un revêtement anéchoïque destiné à rendre la détection du sous-marin en immersion plus difficile en absorbant ou en diffusant les impulsions du sonar et en amortissant les réverbérations des machines internes du sous-marin,,.

## Construction et mise en service
Construit par l'Arsenal naval de Sasebo au Japon, le I-402 est mis sur cale le 20 octobre 1943,. Il est lancé le 5 septembre 1944 et est achevé et mis en service le 24 juillet 1945,.

## Historique
Il fut le plus grand sous-marin de la Seconde Guerre mondiale, mais aussi des porte-avions sous-marins capables de transporter trois hydravions Aichi M6A qui pouvaient emporter une bombe de plus de 800 kg. Il a été conçu pour lancer ses avions en surface, puis pour replonger aussitôt en profondeur avant d'être découvert. L'I-402 était l'un des plus avancés de son temps : il pouvait faire une fois et demie le tour du monde sans approvisionnement en carburant. Il fut cependant converti en sous-marin-pétrolier durant sa construction (juin 1945) et il ne fut jamais équipé d'avions.
Entré en service le 24 juillet 1945, le I-402 a été rattaché au district naval de Kure et affecté à la 1re division de sous-marins - qui comprenait également ses navires jumeaux (sister ships) I-400 et I-401 ainsi que les sous-marins I-13 et I-14 - dans la 6e Flotte. Il était au port de Kure, au Japon, le 11 août 1945, lorsque les chasseurs North American P-51D Mustang de l'United States Army Air Forces (armée de l'air américaine) basés à Iwo Jima ont effectué un raid dans la région après 10h40. Il a été touché par plusieurs bombes qui ont failli rater leur cible, et des fragments de bombe ont perforé ses principaux réservoirs de carburant à deux endroits. Deux membres de son équipage ont été blessés.
Les hostilités entre le Japon et les Alliés ont pris fin le 15 août 1945 avant que le I-402 ne puisse entamer son premier voyage vers les Indes orientales néerlandaises occupées par le Japon pour y chercher de l'essence d'aviation. Elle s'est rendue aux Alliés à Kure en septembre 1945, sans jamais effectuer de campagne de guerre.
Opéré par un équipage américain, le I-402 est passé de Kure à Sasebo en octobre 1945. Le 30 novembre 1945, les Japonais l'ont rayé de la liste de la Marine.
Les relations d'après-guerre avec l'Union soviétique se détériorant rapidement et les États-Unis craignant de plus en plus qu'en vertu des accords d'après-guerre, les Soviétiques exigent l'accès aux sous-marins japonais capturés qui fourniraient à la marine soviétique des informations précieuses sur les conceptions avancées des sous-marins japonais, la marine américaine a donné l'ordre, le 26 mars 1946, de couler tous les sous-marins japonais capturés. Après que tous les autres sous-marins eurent été coulés ce jour-là, les I-402 et Ha-201 sont remorqués le 1er avril 1946 vers les îles Goto, pui arrimés ensemble pour le sabordage et utilisés comme cibles par les destroyers USS Everett F. Larson et USS Goodrich. Plus tard dans le mois, ceux-ci sont sabordés par des charges d'explosifs C-2, avec les autres sous-marins survivants de la marine impériale dans le cadre de l'opération Road's End. Les sous-marins ont coulé ensemble à 16h24 juste au-delà de la ligne de profondeur de 100 brasses (183 m) à 16 milles nautiques (30 km) à l'est de l'île Kinai à la position approximative 32° 37′ N, 129° 17′ E,.

## Découverte de l'épave
Le vendredi 7 août 2015, les garde-côtes japonais ont annoncé avoir retrouvé les épaves de 24 sous-marins de l'ancienne marine impériale que les Américains avaient sabordés après la guerre. Elles gisent au large des îles Goto dans la préfecture de Nagasaki (Kyūshū). Parmi l'ensemble des épaves figure celle du I-402. Identifiée au sondeur par un navire hydrographique au mois de juillet, elle repose à 19 milles nautiques au sud-est de Fukue-jima (île la plus grande de l'archipel Goto), à la position approximative 32° 37′ N, 129° 17′ E.